# Bell UH-1 Iroquois
(Un pilota di UH-1, Riserva dell'Esercito, Fort Meade)
Il Bell UH-1 Iroquois, comunemente detto Huey, è un elicottero statunitense multiruolo famoso per il suo largo impiego durante la guerra del Vietnam.

## Sviluppo

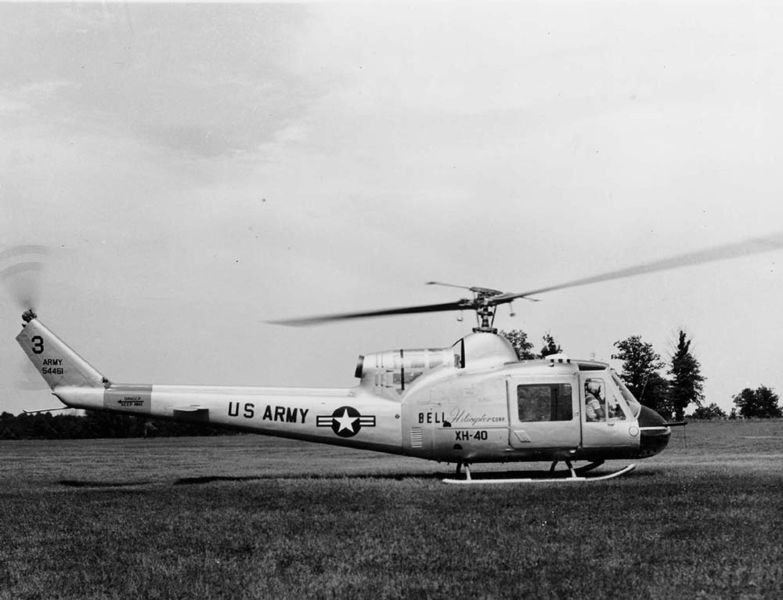
Uno dei prototipi del Bell XH-40, qui testato dall'US Army

L'UH-1 era un elicottero leggero utility progettato dalla Bell Helicopter di Fort Worth, Texas e nacque da una gara indetta dall'US Army nella prima metà degli anni cinquanta. A seguito della vittoria, seguì il prototipo, denominato XH-40, che volò per la prima volta nello stabilimento Bell il 22 ottobre del 1956, spinto da un motore turboalbero Lycoming T53-L-1A da 860 shp. All'XH40, seguirono altri 6 prototipi di preserie, siglati YH-40 e consegnati dall'agosto del 1958.
I test di volo furono assai soddisfacenti e indussero l'US Army a farlo produrre su larga scala. Ridenominato dall'esercito statunitense prima HU-1 e poi UH-1 (H sta per "Helicopter", U per "Utility"), divenne il nuovo elicottero multiruolo dell'Aviazione dell'Esercito USA. Questo modello andava a soppiantare i tipi H-34 e H-21 a pistoni, mezzi affidabili ma lenti, pesanti ed onerosi sotto il profilo della manutenzione. La vera novità dell'UH-1 (come nel frattempo era stato ridenominato) era l'adozione del motore a turboalbero che, oltre ad essere considerevolmente più leggero di un motore a pistoni, garantiva un minore rapporto peso/potenza. Ma, in generale, si può dire che l'aspetto era assai moderno rispetto alle macchine contemporanee e la Bell lo denominò commercialmente model B-204.
Non ci volle molto tempo per rendersi conto che l'UH-1 era destinato ad entrare nella storia dell'aviazione. Nel giro di pochi anni non solo rivoluzionò il settore dell'ala rotante, ma anche le tattiche e le procedure d'impiego dell'elicottero stesso. Dopo il celeberrimo OH-13 Sioux (Bell Model 47, reso famoso dal film M*A*S*H, di Robert Altman) la Bell ancora una volta si apprestava ad essere la protagonista.

## I primi modelli di serie
Le prime varianti prodotte in grande scala furono la A (173 esemplari), capace di trasportare 5 soldati equipaggiati, e la B (1014 esemplari, motorizzati con il più potente turboalbero da 960 shp) in grado di ospitarne 7.

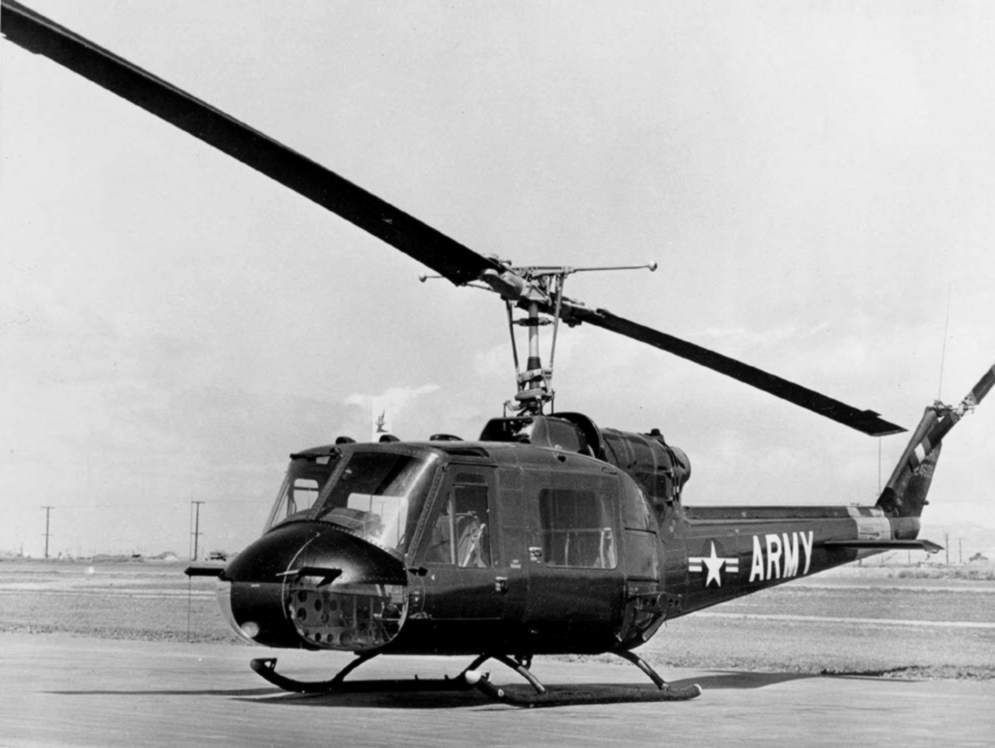
Bell UH-1B

Mentre l'Esercito USA si apprestava ad equipaggiare le prime unità, la Bell faceva volare la versione a fusoliera allungata del 204, ovvero la 205. Il Model 205, conosciuto inizialmente nell'US Army come UH-1D possedeva una capacità di trasporto interna doppia rispetto al B, accomodando fino a 11 fanti (12 se l'equipaggio fosse costituito dal solo pilota), oppure 7-8 più una coppia di mitraglieri laterali armati di mitragliatrice M60 da 7,62 mm, installate su sottosistemi fissi tipo M23. I mitraglieri erano in genere adibiti a compiti di copertura durante le delicate fasi di sbarco delle squadre fucilieri. Altre differenze rilevanti erano l'adozione di un rotore di dimensioni maggiorate e la potenza del turboalbero, portata a 1100 shp. Della versione D ne furono prodotti 2000 esemplari, a cui vanno sommati i 7 prototipi YUH-1D. Le maggiori capacità e prestazioni della versione D, ne suggerirono l'impiego quale principale elicottero da trasporto tattico (in gergo "Slick"). Così, una buona parte dei 204, in particolare i B, furono gradualmente riconvertiti in aerocannoniere, con 2/4 membri d'equipaggio (in generale pilota, co-pilota addetto ai sistemi d'armi, più due mitraglieri laterali, ove disponibili). Nel ruolo di cannoniere, i 204B vennero sostituiti dai 204C (dotati di un più potente turboalbero) e poi dai successivi AH1 Cobra, mentre per il trasporto tattico, gli UH-1D vennero sostituiti dagli UH-1H (anch'essi dotati di turboalbero potenziato).

## Il Vietnam e il concetto di "mobilità aerea"
Quando si pensa a un elicottero, o al Vietnam, istintivamente viene da pensare allo Huey, o meglio al UH-1, ufficialmente soprannominato Iroquois (da una tribù indiana, gli Irochesi appunto), ma universalmente e affettuosamente ribattezzato "Huey".

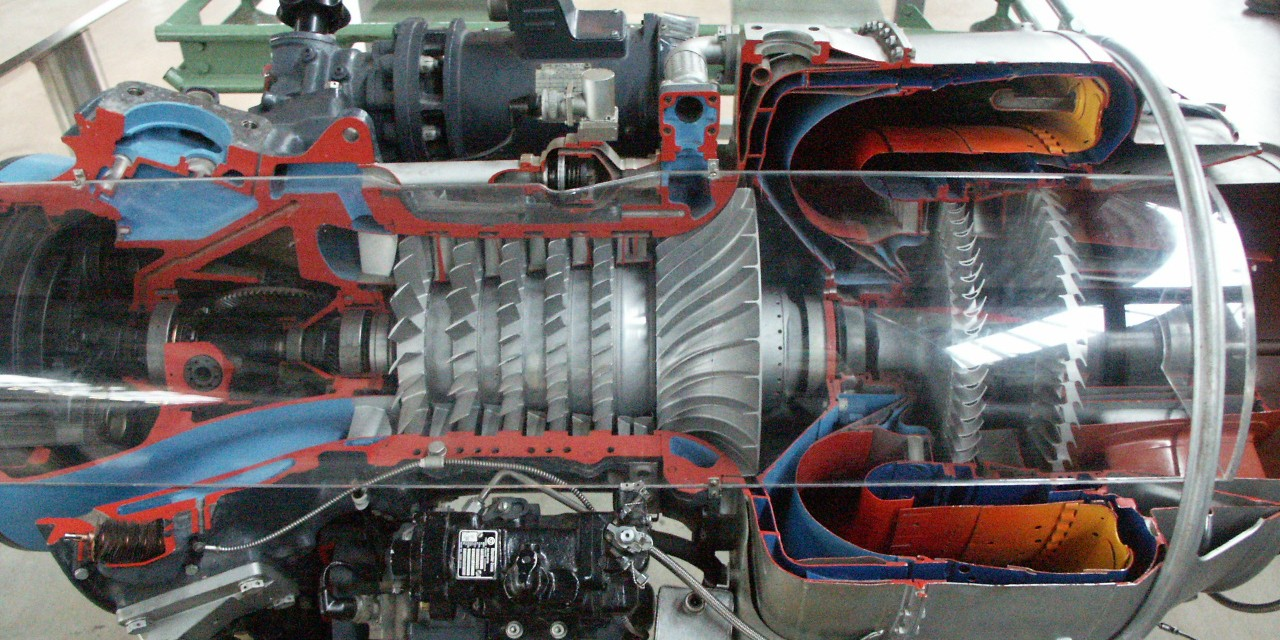
Il turboalbero Avco Lycoming T53

Huey, infatti, oltre a essere un nome di persona è anche il nome del primo dei nipoti di Paperino, il personaggio dei fumetti di Walt Disney, che nell'originale inglese si chiamano Huey, Dewey e Louie.

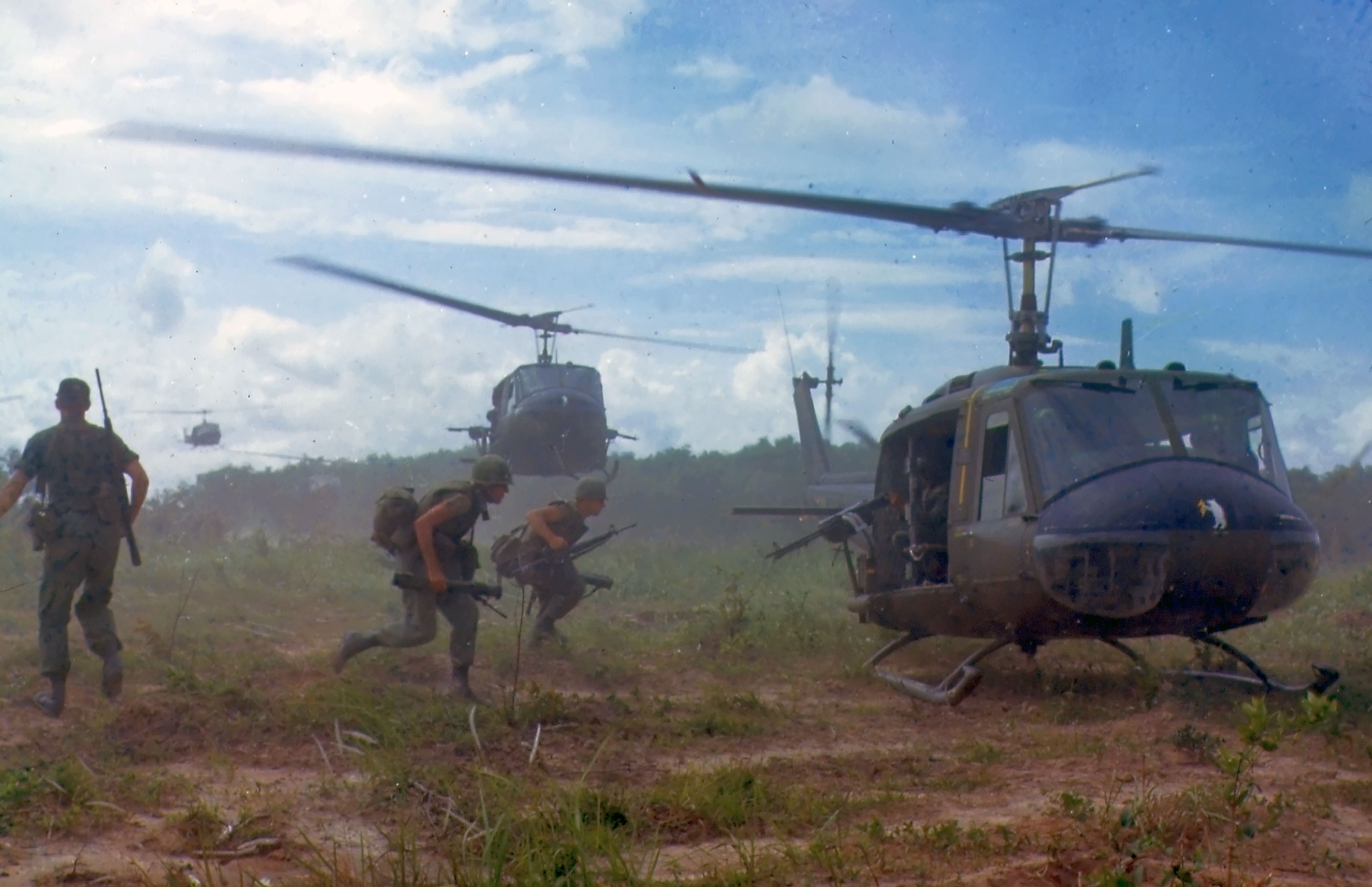
Alcuni UH-1D in partenza per una missione in Vietnam nel 1966

Durante quell'interminabile conflitto, l'inconfondibile e sgraziata sagoma dello Huey divenne familiare a chiunque si trovasse in quel paese. Per l'US Army rappresentò ben più che un semplice mezzo di trasporto. La sorprendente versatilità stupì ufficiali e soldati e persino il nemico, che inizialmente lo sottovalutò. Il compito principale era l'inserimento e l'esfiltrazione delle squadre di fanteria, anche se i primi UH-1A che arrivarono in Vietnam nel 1962 furono destinati alla scorta armata degli elicotteri da trasporto utilizzati al tempo: i Piasecki CH-21 Shawnee.

Un AB204B dell'Aeronautica Militare nel 1966

In un terreno mutevole ed insidioso, contraddistinto da foreste, colline e vasti acquitrini, l'elicottero rappresentava senza ombra di dubbio il mezzo ideale per spostare le truppe da un punto all'altro. Ma questo non fu l'unico impiego. Già dai primi esemplari schierati in Vietnam, i militari compresero che lo Huey poteva essere efficace anche in ruoli prettamente offensivi come la controguerriglia.
In quel periodo infatti, l'Esercito USA stava conducendo in patria numerosi test sui sistemi d'arma compatibili. Furono provati con successo lanciarazzi multipli da 70 mm, lanciagranate automatici da 40 mm, complessi di mitragliatrici M60 e le allora nuove Minigun a sei canne rotanti da 7,62 mm da 4.000 colpi al minuto. Sull'onda di questo trend, che si stava sempre più affermando, nel corso degli anni successivi un gran numero di Huey finì a servire in compiti antinsurrezionali o nel supporto tattico ravvicinato (detto in gergo CAS, Close Air Support), finché tale ruolo non venne rilevato gradualmente dallo specifico AH-1 HueyCobra (Bell Model 209), il primo vero elicottero espressamente progettato per compiti di combattimento (sempre basato sugli organi meccanici dell'UH-1).
Ciò nonostante l'impiego del "Huey" durante il conflitto divenne sempre più intensivo con il passare degli anni. Poteva quindi accadere che a cavallo tra la fine degli anni sessanta ed l'inizio degli anni settanta in un solo giorno gli UH-1 stazionati nel Vietnam del Sud compissero oltre mille missioni, che potevano comprendere dall'evacuazione medica fino al trasporto truppe una ampia tipologia di operazioni.
La variante più importante in assoluto era la H (Bell Model 205A-1): questa in sostanza era una D, dotata di un più potente propulsore da 1400 shp, ancora una volta appartenente alla famiglia T53. L'arrivo della "Hotel" in Vietnam nel 1967 pose per sempre fine ai problemi di potenza che si erano manifestati fino ad allora. La prima unità ad esserne equipaggiata fu la 45th Medical Company (Air Ambulance) di stanza a Long Binh, nel luglio dello stesso anno. Un'altra novità consisteva in una completa strumentazione per il volo notturno e in condizioni meteo avverse (a differenza di buona parte dei D). L'UH-1H venne prodotto in 4.900 esemplari in servizio in più di 50 nazioni.

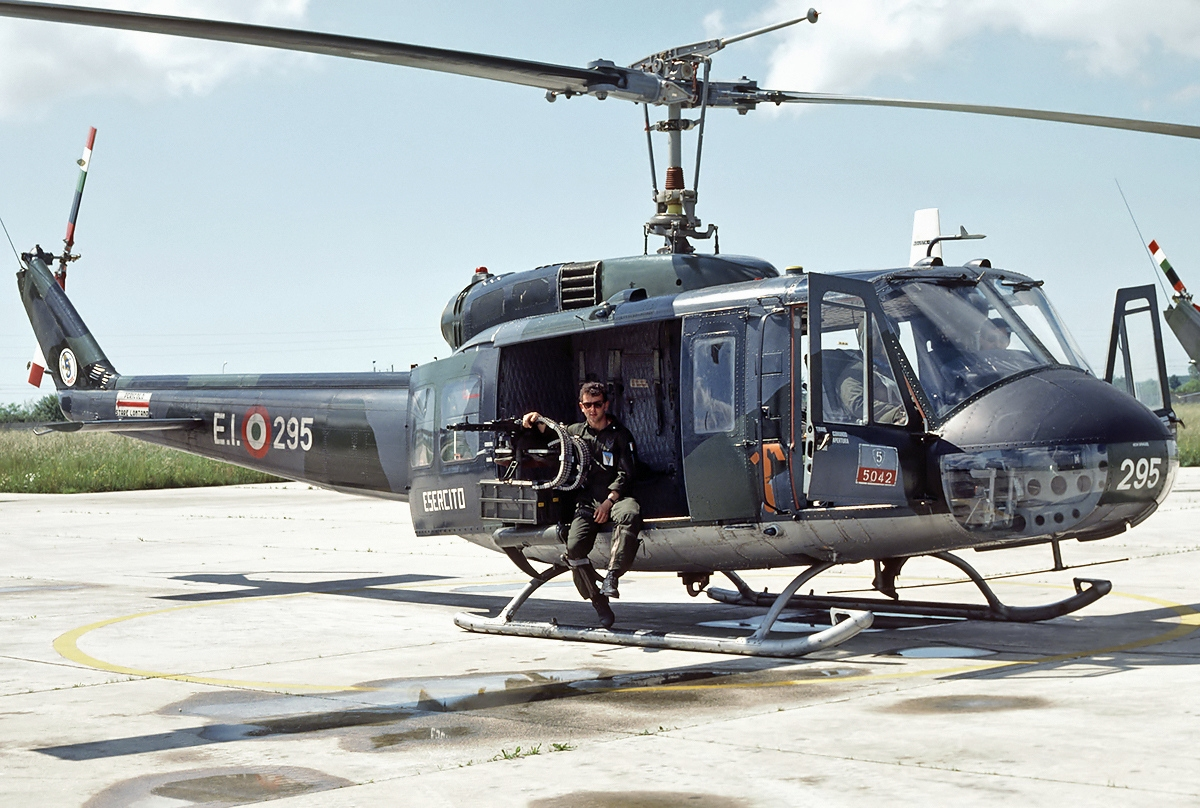
Un AB-205A-1 dell'Esercito Italiano

## Gli Angeli della Misericordia
Il Vietnam non fu il primo conflitto ove l'elicottero venne impiegato nel ruolo MEDEVAC (MEDical EVACuation, Evacuazione Sanitaria). Durante la Guerra di Corea, per esempio, gli ospedali M.A.S.H. (Mobile Army Surgical Hospital - Ospedale da Campo) se ne servirono regolarmente per recuperare i soldati feriti sul campo di battaglia. Tuttavia la specialità delle aeroambulanze crebbe d'importanza solo a seguito dell'intervento USA nell'Asia Sudorientale. In Vietnam in particolare, vennero utilizzati estesamente gli UH-1 come eliambulanze, chiamate "Dustoff", aumentando sensibilmente il numero di vite salvate grazie alla tempestività con la quale i feriti venivano portati ai centri di soccorso ed agli ospedali da campo più vicini nei quali essere operati d'urgenza.

## Vulnerabilità
Lo Huey indubbiamente era un mezzo affidabile e dalle grandi capacità, ma non esente da difetti. Uno dei pochi talloni d'Achille (che però condivideva con gli elicotteri in genere) era la vulnerabilità al fuoco di terra: un semplice colpo di Kalashnikov era in grado infatti di perforare la sottile fusoliera metallica. Le uniche protezioni presenti, destinate all'equipaggio, erano costituite da seggiolini corazzati e, in certi casi, da corpetti antiproiettile che i piloti indossavano per proteggersi. Non era infatti possibile blindare l'elicottero, in quanto una simile soluzione ne diminuiva drasticamente il carico utile, nonché la velocità, l'autonomia e la maneggevolezza. Inoltre, il torrido clima caldo umido dell'Asia Sudorientale metteva sotto sforzo il motore a turboalbero, impedendo così di sfruttare completamente il carico utile dell'elicottero. A causa del suo intensivo impiego durante tutta la durata della Guerra del Vietnam e delle migliaia di missioni effettuate grazie all'ausilio di questi apparecchi, andarono perduti circa 2000 esemplari delle Versioni B 204 e B 205.

## Utilizzatori
Oltre ad essere stato utilizzato durante la Guerra del Vietnam dalle forze armate statunitensi e da quelle sud-vietnamite, l'UH-1 è stato esportato e prodotto su licenza in vari paesi. In molti di essi, compresa l'Italia, le versioni più aggiornate del modello 205 si trovano tuttora in servizio attivo. Questa tabella comprende utenti passati ed attuali, numeri di esemplari in servizio o radiati delle versioni monoturbina, ovvero dal modello 204 alla versione UH-1H e derivati. Per le altre versioni si rimanda alle pagine ad esse dedicate.

### Civili
Australia
- McDermott Aviation

vedi Bell 214B
 Norvegia
- CHC Helikopter Service

vedi Bell 214B e Bell 214ST
- Helitrans AS

vedi Bell 214B
- Lufttransport

vedi Bell 214B
 Regno Unito
- Bristow Helicopters

vedi Bell 214ST
- British Caledonian Helicopters

vedi Bell 214ST
 Stati Uniti
- PJ Helicopters

vedi Bell 214B
- Erickson

vedi Bell 214ST
- Evergreen Helicopters

vedi Bell 214ST
- Helicopter Transport Services

vedi Bell 214ST

### Governativi

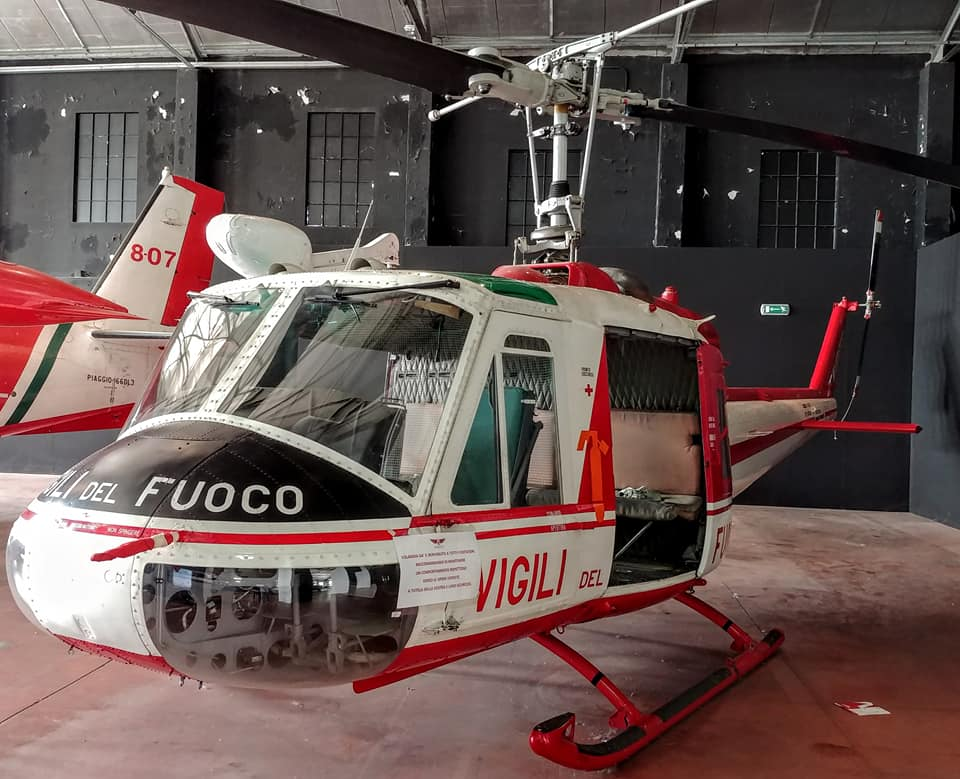
AB.204 B del Corpo nazionale dei vigili del fuoco esposto al Parco e Museo di Volandia

Emirati Arabi Uniti
- Abu Dhabi Police Air Wing

vedi Bell 412
 Colombia
- Policía Nacional de Colombia

11 UH-1H e 3 UH-1D ricevuti a partire dal 1999.
vedi anche Bell 212
 Costa Rica
- Servicio de Vigilancia Aérea - Fuerza Pública

2 UH-1B consegnati e tutti in servizio al febbraio 2019. A maggio 2018 è stato annunciato che gli Stati Uniti doneranno 4 UH-1H alla Costa Rica.
vedi anche Bell 214
 Guatemala
- Policía Nacional Civil

6 UH-1H Huey II ricevuti di seconda mano dagli USA nel 2013, 5 in servizio al settembre 2019, in quanto un esemplare è andato perso il 25 agosto 2016.
 Italia
- Corpo nazionale dei vigili del fuoco

15 AB-204AS ex Marina Militare, che dopo essere stati denavalizzati, furono consegnati dal 1986 e tutti ritirati dal servizio. 4 AB-205A-1 ricevuti a partire dal 1974.
vedi anche Agusta-Bell AB-412
- Servizio Aereo della Guardia di Finanza

vedi Agusta-Bell AB-412
- Corpo forestale dello Stato

vedi Agusta-Bell AB-412
 Oman
- Royal Oman Police

vedi Bell 214ST
 Polonia
- Lotnictwo Policja

vedi Bell 412
 Slovenia
- Policija

vedi Bell 412
 Stati Uniti
- California Department of Forestry and Fire Protection

12 UH-1F acquistati nel 1981 con il programma Federal Excess Personal Property (FEPP). Nel 1990 gli UH-1F sono stati sostituiti da 12 nuovi UH-1H altamente modificati, denominati "Super Huey".
- New York State Police

4 UH-1H in servizio al marzo 2025.
- United States Department of State

118 tra UH-1H, UH-1V, Bell 212 e Bell 214ST in servizio al marzo 2019.
- NSSA

vedi Bell 412
 Turchia
- Sahil Güvenlik

vedi Agusta-Bell AB 412EP

### Militari
Albania
- Forca Ajrore

3 AB-205A-1 ex Aviazione dell'Esercito Italiano in servizio all'aprile 2019.
 Arabia Saudita
- Al-Quwwat al-Jawwiyya al-Sa'udiyya

vedi Bell 212 e Bell 412
 Argentina
- Fuerza Aérea Argentina

18 UH-1H in servizio dal 1969 al 2010, in parte trasferiti all'esercito in questa data.
vedi anche Bell 212
- Ejército Argentino

38 UH-1H acquistati tra il 1969 ed il 1978, seguiti da ulteriori 46 di seconda mano consegnati tra il 1992 ed il 2007, in parte utilizzati per cannibalizzazione. Nel 2005 è stato avviato il programma HORNERO, mirato alla loro ricostruzione allo standard HUEY-2, con un primo lotto di 9 completato nel 2008, e altri 6 riconsegnati nel 2010-2017. Tempi lunghi dovuti ai soliti problemi di bilancio, e al fatto che Ia conversione viene effettuata a livello locale, e dovrebbe essere estesa a nuovi lotti, sulla trentina di UH-1H ancora in servizio. 2 ulteriori UH-1H sono stati recuperati dalla Gendarmeria Nacional a cui sono stati ceduti 5 degli AB-206B-1 ex Carabinieri acquistati nel 2016. 47 UH-1H e Huey-2 in servizio al novembre 2018.
- Gendarmería Nacional Argentina

Quattro UH-1H Huey II ordinati nel 2010 al Grupo Modena, dei quali, però, ne furono consegnati solo due. Nel gennaio 2018 è stato annunciato un possibile trasferimento all'esercito che finalmente è avvenuto a giugno dello stesso anno.
 Australia
- RAAF

12 UH-1H in servizio dal 1966 al 1989.
 Austria
- Österreichische Luftstreitkräfte

26 AB-204B in servizio dal 1963 al 2001.
 Bahrein
- Royal Bahraini Air Force

vedi Bell 212
 Bangladesh
- Bangladesh Biman Bahini

vedi Bell UH-1N
 Belize
- Belize Defence Force Air Wing

2 UH-1H prodotti su licenza da AIDC donati da Taiwan nel 2016, uno perso in un incidente il 27 febbraio 2020.
 Bolivia
- Fuerza Aérea Boliviana

26 UH-1H consegnati. 15 in servizio al marzo 2019, 11 dei quali saranno aggiornati allo standard Huey II. vedi Bell 212
 Bosnia ed Erzegovina
- Aeronautica e Difesa Anti-Aerea di Bosnia ed Erzegovina

18 UH-1H consegnati e 2 UH-1V consegnati. Molti dei quali non operativi a causa di scarsa logistica e manutenzione. Ulteriori 4 Huey II sono stati ordinati il 13 dicembre 2019 e consegnati il 4 dicembre 2021.
 Brasile
- Força Aérea Brasileira

52 UH-1H consegnati, gli ultimi dei quali sono stati ritirati il 22 ottobre 2018.
 Brunei
- Tentera Udara Diraja Brunei

vedi Bell 214
 Birmania
- Tatmadaw Lei

18 tra Bell B-205A-1 e UH-1H consegnati, 14 in servizio al dicembre 2016.
 Burkina Faso
- Force Aérienne de Burkina Faso

2 UH-1H donati dal governo di Taiwan nel 2017 e tutti in servizio al maggio 2018.
 Cambogia
 Canada
- Air Command

10 Huey, ridesignati CH-118 furono acquistati nel 1968 per fornire un trasporto leggero per l'esercito. Sono stati utilizzati dall'Aeronautica militare in varie basi per fornire un supporto generale e capacità di ricerca e soccorso. Tutti i CH-118 furono sostituiti dal Bell CH-146 Griffon a metà degli anni novanta.
vedi anche Bell CH-146 Griffon
 Rep. Ceca
- Vzdušné síly armády České republiky

vedi Bell UH-1Y Venom
 Cile
- Fuerza Aérea de Chile

22 UH-1H e 12 UH-1D consegnati dal 1966. 13 UH-1H in servizio all'aprile 2018.
 vedi anche Bell 412
 Cipro
- Cyprus Police Aviation Wing

vedi Bell 412
 Colombia
- Fuerza Aérea Colombiana

3 UH-1B e 16 UH-1H in servizio al luglio 2018.
- Ejército Nacional de Colombia

Circa 60 in organico tra UH-1H ed UH-1N al novembre 2017, per i quali è in atto un programma di aggiornamento per portarli alla versione Huey-2.
- Armada de la República de Colombia

vedi Bell UH-1N
Bell 412
Agusta-Bell AB 212 ASW
 Corea del Sud
- Daehan Minguk Gonggun

vedi Bell 412.
- Daehanminguk Yuk-gun

129 UH-1H in servizio dal 1968 al 2020.
- Daehanminguk Haegun

14 UH-1H consegnati a partire dal 1979 (dal 2001 utilizzati per compiti addestrativi), definitivamente ritirati a settembre 2024.
 Rep. Dominicana
- Fuerza Aérea Dominicana

14 UH-1H consegnati, di cui 6 UH-1H consegnati nel 1983 (in parte aggiornati allo standard UH-1H+) e 8 UH-1H Huey II consegnati nel 2008. Ulteriori 6 Huey II ordinati, i primi due dei quali sono stati consegnati il 5 dicembre 2022. L'ultima coppia di Huey II consegnata il 14 febbraio 2023.
vedi anche Bell 412
 El Salvador
- Fuerza Aérea Salvadoreña

5 UH-1M da attacco leggero consegnati più 53 UH-1H Guardian da trasporto consegnati, 4 del primo modello e 13 del secondo modello in servizio al settembre 2019.
vedi anche Bell 412
 Ecuador
- Fuerza Aérea Ecuatoriana

23 UH-1H.
vedi anche Bell 212
- Ejército Ecuatoriano

vedi Bell 214B
 Emirati Arabi Uniti
- Al-Quwwāt al-Jawiyya al-Imārātiyya

vedi Bell 412
 Eritrea
- Eritrean Air Force

vedi Bell 412
 Etiopia
- Ethiopian Army Aviation

8 UH-1H in servizio a tutto il 2017.
 Filippine
- Hukbong Himpapawid ng Pilipinas

71 tra UH-1H e Bell 205A-1 consegnati, 28 UH-1H e 8 Bell-205A in servizio al febbraio 2020.
vedi anche Bell 412
- Hukbong Katihan ng Pilipinas

A dicembre 2022 è stato comunicato che un numero imprecisato di UH-1J sarà donato dall'Esercito giapponese.
 Finlandia
- Guardia delle Frontiere

vedi Bell 412
 Georgia
- Sak'art'velos samxedro-sahaero dzalebi

14 UH-1H ricevuti, 12 in servizio al luglio 2020.
 Germania
- Luftwaffe

147 UH-1D consegnati dal 1968 ed in servizio fino al 2013.
- Esercito Tedesco

204 UH-1D consegnati tra il 1967 ed il 1981. Gli ultimi esemplari sono stati ritirati a giugno 2021.
- Bundespolizei

13 UH-1D in servizio dal 1976 al 2001.
- Bundesministerium des Innern

7 UH-1D in servizio dal 1976 al 1997.
 Giamaica
- Jamaica Defence Force Air Wing

vedi anche Bell 212
Bell 412
 Giappone
- Rikujō Jieitai

90 UH-1B in servizio dal 1963 al 1993, e 133 UH-1H in servizio dal 1973 al 2017.
130 UH-1J consegnati dal 1993. 127 UH-1J in servizio al marzo 2019. Un esemplare è andato perso a giugno 2019, portando a 126 il numero degli esemplari in servizio. A dicembre 2022 è stato comunicato che un numero imprecisato di UH-1J sarà donato all'Esercito filippino.
vedi anche Bell 412
- Guardia costiera giapponese

vedi Bell 212 e Bell 412
 Giordania
- Al-Quwwat al-Jawwiyya al-malikiyya al-Urdunniyya

53 UH-1H consegnati, 34 in servizio al gennaio 2021.
 Grecia
- Polemikí Aeroporía

13 AB205A consegnati, 12 in servizio al marzo 2021.
vedi Bell 212
- Ellinikós Stratós

85 tra Bell-205 e UH-1H in servizio al maggio 2019. Due UH-1H donati alla Macedonia il 23 marzo 2001.
vedi anche Bell 212
 Guatemala
- Fuerza Aérea Guatemalteca

12 UH-1H e 1 AB-205 consegnati.
 vedi Bell 212 e Bell 412
 Guyana
- Guyana Defence Force

vedi Bell 412
 Honduras
- Fuerza Aérea Hondureña

18 UH-1H consegnati, quattro dei quali sono esemplari ricevuti di seconda mano da Taiwan nel 2018, e tutti persi in incidenti dalla loro consegna, l'ultimo dei quali il 17 marzo 2022.
vedi Bell 412
 Indonesia
- Tentara Nasional Indonesia-Angkatan Darat

10 Bell 205 in servizio a tutto il 2017.
vedi anche Bell 412
- Tentara Nasional Indonesia Angkatan Laut

vedi Bell 412
 Iran
- Niru-ye Havayi-ye Artesh-e Jomhuri-ye Eslami-e Iran

vedi Bell 212
 Iraq
- Al-Quwwat al-Jawwiyya al-'Iraqiyya

9 UH-1H e 6 UH-1D consegnati ed in servizio a tutto il 2017.
vedi Bell 412
 Israele
- Heyl Ha'Avir

vedi Bell 212
 Italia
- Aeronautica Militare

43 AB-204B in servizio dal 1961 al 1984.
- Aviazione dell'Esercito

48 AB-204B in servizio dal 1963 al 1989. 115 AB-205 di costruzione Agusta consegnati (27 AB-205A, 85 AB-205A1, 3 AB-205B costruiti su licenza) a partire dal 1966. Ancora attivi al 2022 in diverse basi italiane.
- Aviazione Navale

35 AB-204AS in servizio dal 1964 e tutti ritirati. 15 esemplari, dopo essere stati denavalizzati, furono consegnati al Corpo nazionale dei vigili del fuoco dal 1986 e tutti ritirati dal servizio.
- Corpo delle capitanerie di porto - Guardia costiera

vedi Bell 412
- Arma dei Carabinieri

6 AB-204B in servizio dal 1963 e tutti ritirati.
9 AB-205A-1 in servizio dal 1971 al 1998.
vedi anche Agusta-Bell AB-412
 Lesotho
- Lesotho Defense Force Air Wing

vedi Bell 412
 Kazakistan
- Forza di difesa aerea della Repubblica del Kazakistan

1 UH-1H consegnato.
 Kenya
- Kenya Air Force

8 UH-1H consegnati tra il dicembre 2016 e luglio 2017.
 Kuwait
 Laos
- Lao People's Liberation Army Air Force

4 UH-1H consegnati.
 Libano
- Al-Quwwat al-Jawwiyya al-Lubnaniyya

24 UH-1H Huey I ricevuti, uno dei quali andato distrutto e 10 radiati per anzianità. Ulteriori 3 UH-1H Huey II sono stati donati dagli Stati Uniti e consegnati a gennaio 2021 che si sono uniti ai nove già in servizio. 3 UH-1H Huey II consegnati il 17 dicembre 2022.
 Macedonia del Nord
- Voeno Vozduhoplovstvo i Protivvozdušna Odbrana

2 UH-1H donati dalla Grecia il 23 marzo 2021.
 Malta
 Marocco
- Aeronautica militare del Marocco

48 AB-205 costruiti su licenza dall'italiana Agusta, acquistati dal 1969.
vedi anche Bell 212
 Messico
- Fuerza Aérea Mexicana

5 UH-1H consegnati.
vedi Bell 212
Bell 412
 Niger
- Armée de l'air du Niger

vedi Bell 412
 Nigeria
- Nigerian Air Force

vedi Bell 412
- Nigerian Army

2 UH-1H ricevuti il 20 giugno 2024.
 Norvegia
- Kongelige Norske Luftforsvaret

33 UH-1B in servizio dal 1963 al 1990.
vedi anche Bell 412SP
 Nuova Zelanda
- Royal New Zealand Air Force

5 UH-1D originariamente acquistati nel 1966 e sottoposti a un aggiornamento a metà degli anni '70 per portarli allo standard UH-1H. 9 UH-1H furono consegnati nel 1970, seguiti da 1 nel 1976. 2 furono ottenuti tramite l'esercito americano e consegnati nel gennaio 1997. Solo una delle due cellule del 1997 è stata messa in servizio. Sono stati ritirati nel 2015.
 Oman
 Paesi Bassi
- Koninklijke Luchtmacht

vedi Bell 412
- Koninklijke Marine

9 AB-204B in servizio dal 1962 al 1978.
 Pakistan
- Fi'saia Pakistana

5 Bell 205 in servizio a tutto il dicembre 2018.
vedi anche Bell 412
- Pakistan Army Aviation Corps

1 UH-1H in servizio a tutto il dicembre del 2018.
 Panama
- Servicio Nacional Aeronaval

6 UH-1H ex US Army ricevuti nel 2014. Ulteriori 6 UH-1H donati dagli USA e consegnati a luglio 2019.
vedi Bell UH-1N Twin Huey
 Paraguay
 Papua Nuova Guinea
 Perù
- Fuerza Aérea del Perú

14 UH-1D consegnati a partire dal 1965 e tutti ritirati.
vedi anche Bell 214ST
- Marina de Guerra del Perú

vedi Bell 212
Bell 412
 Regno Unito
- Army Air Corps

vedi Bell 212HP
 Rhodesia
 Singapore
 Somalia
- Aeronautica militare somala

vedi Agusta-Bell AB 412
 Spagna
- Ejército del Aire

14 AB-205 in servizio dal 1966 al 1991 e 7 UH-1H in servizio dal 1974 al 1993.
- Fuerzas Aeromóviles del Ejército de Tierra

60 UH-1H consegnati a partire dal 1970. Gli ultimi UH-1H in servizio sono stati ritirati a dicembre 2018. 6 UH-1B Huey in servizio dal 1966 e non più in servizio.
vedi anche AB-212
 Stati Uniti
- United States Army
- United States Navy
- US Air Force

40 TH-1H in servizio al novembre 2020.
vedi anche Bell UH-1N
- United States Marine Corps

vedi Bell UH-1Y Venom
 Sudan
- Al-Quwwat al-Jawwiyya al-Sudaniyya

2 AB-205A in servizio al luglio 2019.
 Svezia
- Flygvapnet

14 AB-204B in servizio dal 1962 al 1998.
- Svenska armén

vedi Bell 412
 Taiwan
- Zhōnghuá Mínguó Lùjūn

118 UH-1H costruiti su licenza dall'AIDC tra il 1970 ed il 1976, gli ultimi dei quali sono stati ritirati dal servizio il 30 ottobre 2019. A partire dalla fine degli anni '90 alcuni sono stati trasferiti a Panama nel 1997, Paraguay nel 1999, Macedonia nel 2000, Malawi nel 2005 e Honduras nel 2018.
 Tanzania
 Thailandia
- Royal Thai Air Force

16 UH-1H in servizio a tutto il 2019.
vedi Bell 412
- Reale esercito thailandese

200+ UH-1H in servizio dal 1968 all'ottobre 2020.
- Royal Thai Navy

vedi Bell 214ST
 Tunisia
- Al-Quwwat al-Jawwiyya al-Tunisiyya

20 AB-205 in servizio all'ottobre 2018.
vedi anche Bell 412
 Turchia
- Türk Hava Kuvvetleri

85 UH-1H ricevuti a partire dal 1968. 57 UH-1H in servizio a tutto il dicembre 2020.
- Türk Kara Kuvvetleri

85 UH-1H in servizio a tutto il novembre 2018. Degli 86 esemplari in servizi a tutto il 2017, uno è precipitato il 26 novembre 2018.
- Jandarma Genel Komutanlığı

24 AB-205 in servizio dal 1974.
vedi Agusta Bell AB-212
- Sahil Güvenlik

vedi Agusta Bell AB-412
 Uganda
- Ugandan Air Force

5 UH-1H ceduti ex US Army ceduti nel 2017, aggiornati allo standard Huey II, e consegnati nel giugno del 2018.
vedi anche Bell 412
 Uruguay
- Fuerza Aérea Uruguaya

6 UH-1B in servizio dal 1975 al 1995.
2 UH-1H consegnati nel 1970, più 1 UH-1H consegnato nel 1973. Nel 1998 sono stati ricevuti altri 10 1UH-1H di seconda mano, di cui cinque utilizzati come fonte di pezzi di ricambio. Infine, ulteriori 4 esemplari ricevuti nel 2008 dall'Esercito spagnolo.
vedi anche Bell 212
- Armada Nacional

vedi Bell 412
 Venezuela
- Fuerza Aérea Venezolana

vedi Bell 214ST
- Ejército Nacional de la República Bolivariana de Venezuela

vedi Bell 412
- Armada Bolivariana

vedi Bell 412
Agusta-Bell AB 212 ASW
 Vietnam
- Không Quân Nhân Dân Việt Nam

15 UH-1H in servizio a tutto il 2017.
 Vietnam del Sud
- Không lực Việt Nam Cộng hòa

434 tra Bell 204 ed UH-1H ricevuti prima e durante il conflitto.
 Yemen
- Al-Quwwat al-Jawwiyya al-Yamaniyya

4 UH-1H in servizio a tutto il 2017.
vedi anche AB-212
 Zambia
- Zambia Air Force

5 AB-205 ricevuti tra l'agosto e il dicembre del 1969. 8 AB-205 ricevuti tra maggio e giugno del 1980. Ulteriori 3 AB-205 (già in precedenza appartenuti all'Italia) furono acquistati da una società sudafricana e consegnati il 16 settembre 2006.
vedi Agusta-Bell AB-212
 Zimbabwe
- Air Force of Zimbabwe

vedi Bell 412

## Futuro
Sebbene questi elicotteri abbiano accumulato molti anni di servizio, è probabile che nonostante la loro progressiva radiazione dal servizio attivo, essi rimangano ancora per un considerevole numero di anni in servizio. Anche se progetti come quello europeo dell'NHIndustries NH90 o quello statunitense del Sikorsky UH-60 Black Hawk, puntino ad offrire al mercato un degno sostituto del UH-1, questi velivoli se pure di dimensioni maggiori e di prestazioni decisamente migliori rispetto a quelle del UH-1D, non potranno sostituire completamente il loro predecessore. Con il passare degli anni sono state sviluppate di conseguenza versioni migliorate del B 205, quale ad esempio l'Agusta-Bell AB 212 e l'Agusta-Bell AB 412. A tutt'oggi infatti il corpo dei Marines statunitense si serve ancora degli UH-1 che, essendo di dimensioni minori rispetto ai Black Hawk, risultano di maggiore maneggevolezza all'interno degli spazi angusti delle navi da sbarco anfibio. Mentre nell'Esercito degli Stati Uniti da gennaio 2006 si è preferito sostituire l'UH-1 con l'UH-72 Lakota.

## L'Iroquois nella cultura di massa
- In ambito cinematografico, l'Iroquois compare in numerosi film ambientati nella guerra del Vietnam o in quell'epoca, come Bat*21, Apocalypse Now, Platoon, We Were Soldiers, Rambo[103] e Kong: Skull Island. Compare inoltre in The Rock[104] e in Forrest Gump. È anche visibile in alcune sequenze del telefilm A-Team, in particolare all'inizio della sigla nelle stagioni 1-2-3-4, che mostra soldati americani sbarcare da uno Huey.
- In ambito fumettistico, compare spesso in storie ambientate nel Vietnam, in particolare nei flashback e nelle azioni di guerra del Punitore, che originariamente era un ex marine veterano del Vietnam. Nella saga "Massacro all'irlandese" (Punisher MAX #4 in Italia), Castle e un ex collega inglese tendono un agguato ad alcuni gangster sulla portaerei Intrepid, ormeggiata a New York e trasformata in museo galleggiante; tra i vari aerei ed elicotteri esposti c'è un Huey, e proprio qui Castle si nasconde; dopo aver aperto il fuoco commenta: "È da molto tempo che non uccido qualcuno da un Huey." Compaiono anche nella saga "BORN" (Punisher MAX #1 in Italia), che mostra Castle ancora in Vietnam.